# داريو راموس
داريو راموس هو لاعب كرة قدم كوبي، ولد في 1 فبراير 1993.